# 주재원
《주재원》(영어: Expats)은 아마존 프라임 비디오에서 2024년 1월부터 2월까지 방영된 미국의 드라마이다.

## 출연진
- 니콜 키드먼 - 마거릿 역
- 유지영 - 머시 역
- 잭 휴스턴 - 데이비드 스타 역
- 사라유 블루 - 힐러리 스타 역
- 브라이언 티 - 클라크 역
- 찬와이산 - 올리브 역
- 루비 루이스 - 에시 역
- 오와이람
- 삼록이